# Alexandr Fier
Alexandr Hilário Takeda Sakai dos Santos Fier (Joinville, 11 de março de 1988) é um enxadrista brasileiro. Obteve o título de Grande Mestre Internacional em 2007, sendo um dos mais jovens enxadristas brasileiros a conquistá-lo. Em dezembro de 2024, conquistou seu quinto título brasileiro.  Chegou a ser o nº 76 do mundo em novembro de 2009.

## Biografia

### A infância
Iniciou sua carreira em 1995, vencendo com apenas sete anos de idade o Campeonato Paranaense sub-10. Em 1996, com oito anos torna-se Mestre FIDE. A partir daí, passa a acumular títulos nas categorias de base, destacando-se entre eles o vice-campeonato mundial sub-10 de 1998, disputado em Oropesa del Mar, Espanha. São várias conquistas entre brasileiros, pan-americanos e mundiais de base. Ano de sucesso em 2004, obtém o título de Mestre-Internacional aos dezesseis anos de idade, torna-se Campeão Paranaense e representa a equipe brasileira nas Olimpíadas de Calvia.

### O enxadrista profissional

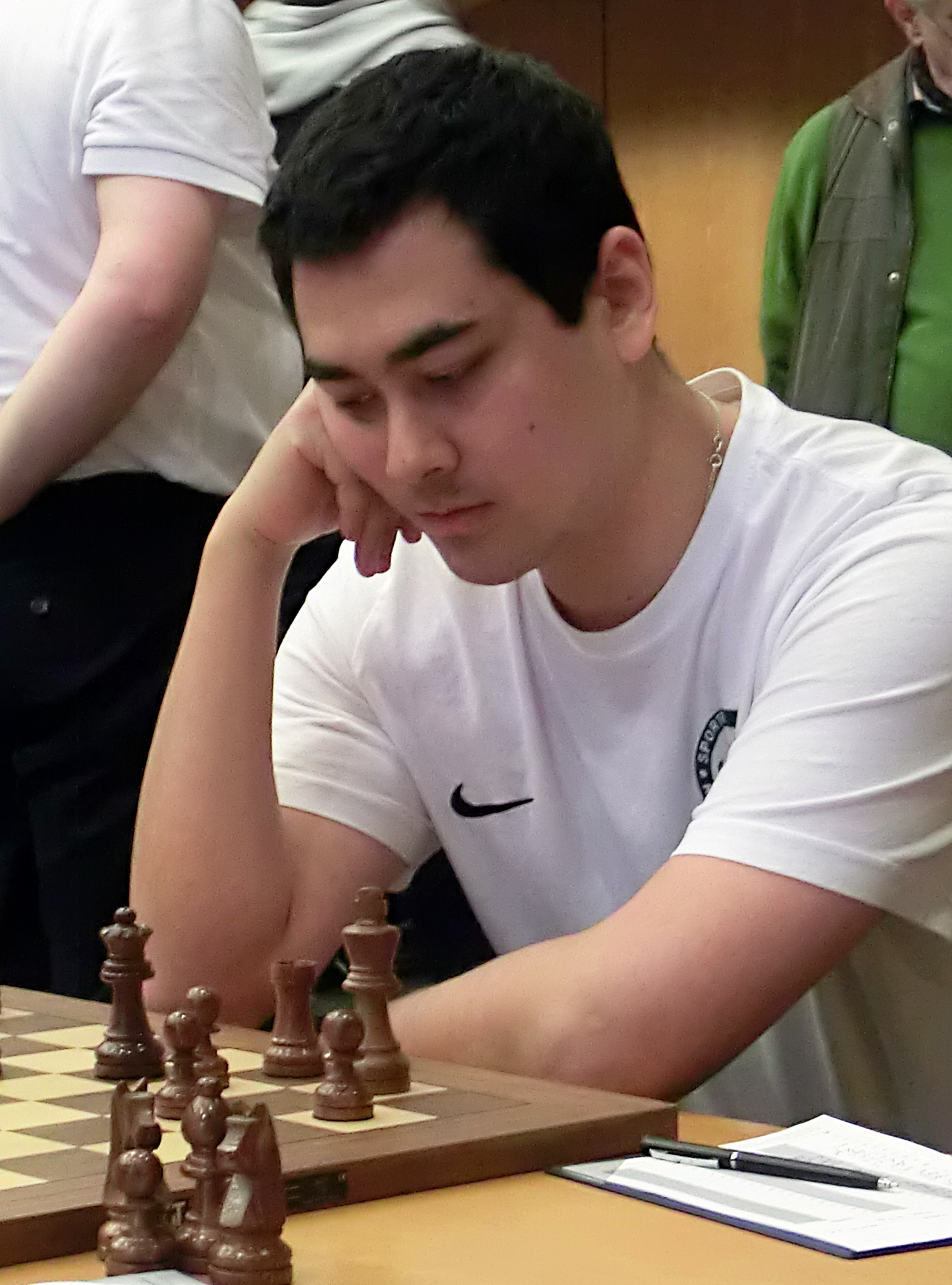

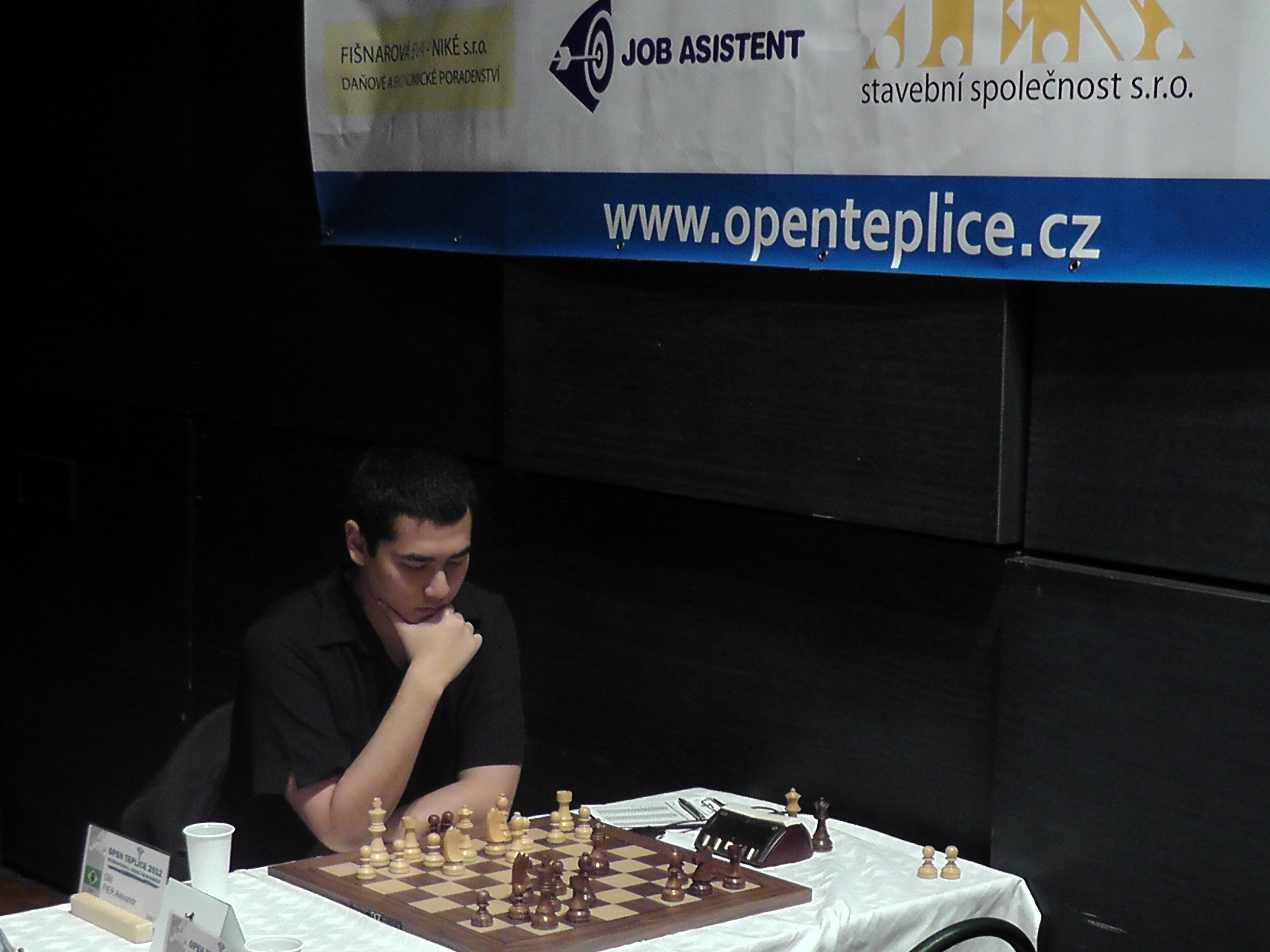
Open Teplice 2012, Czech rep.

Em 2005 conquista seu primeiro Campeonato Brasileiro no absoluto na cidade de Guarulhos de forma invicta. Campeão Sul-Americano e Brasileiro Juvenil em 2006 volta a fazer parte da equipe brasileira no principal, desta vez nas Olimpíadas de Torino.
Campeão Paulista em 2007; consegue uma das maiores performances ELO da história do Xadrez: 3120, comparável à performance de Bobby Fischer no campeonato dos Estados Unidos, no torneio Parque das Águas Claras, que contou com a participação expoentes nacionais como Jaime Sunye, Everaldo Matsuura e Jefferson Pelikian.
Em 2008 volta a façanha de ser Campeão Paulista, Campeão sul-americano sub-20 e Brasileiro Juvenil.
| “                | Tem um cara que eu acho fantástico... Mikhail Tal... nas partidas dele você vê a fantasia, vê a magia. | ” |
| — Alexandr Fier. | |   |

Em 2009 vence o Torneio Zonal Sul Americano 2.4 FIDE, e o prestigiado XI Open Internacional D’Escacs de Sants, na Espanha. Consegue pela primeira vez chegar ao topo do ranking brasileiro e sul-americano, sendo o número um do Brasil e da América do Sul e 95º no mundo. Em 2011 perde o Campeonato Brasileiro de Xadrez Absoluto para o enxadrista Rafael Leitão, ficando com o vice campeonato na temporada.
Em 2014 conquista dois importantes torneios internacionais: XTRACON GM Open, na Dinamarca e o Hampstead Masters em Londres. Em 2015, destaque para a conquista do bicampeonato do Aberto da Bulgária, e em terras brasileiras a conquista dos Jogos Abertos de Barretos e o Torneio Regional Sul em Curitiba.
Em 2016 Fier vence o torneio aberto de xadrez Memorial Georgi Tringov, em Plovdiv, na Bulgária e o Festival Mare di Fano, na Itália.
Em 2017  vence o Campeonato Brasileiro de Xadrez  Absoluto pela segunda vez na carreira, vencendo o GM Krikor Mekhitarian na fase final.
Em março de 2018, venceu o 10th Torneio de Batavia realizado em Amsterdã. Em abril do mesmo ano venceu o 11th Triandria Open.
Em janeiro de  2019 venceu o forte Floripa Chess Open, ficando a frente do GM Julio Granda nos desempates.

## Principais títulos
- Campeonato Brasileiro de Xadrez Absoluto: 2005, 2017, 2019, 2022 e 2024.
- Campeonato Sul-Americano de Xadrez sub-20: 2008
- Campeonato Brasileiro sub-10: 1996, 1997 e 1998
- Campeonato Brasileiro sub-12: 1999 e 2000
- Campeonato Brasileiro sub-14: 2002
- Campeonato Brasileiro sub-16: 2000, 2001 e 2005
- Campeonato Brasileiro sub-18: 2005
- Campeonato Brasileiro sub-20: 2006 e 2008[19]
- II Copa Latinoamericana de Ajedrez[20]
- 12º Torneio Essent Open[21]
- Torneio Zonal Sul-americano 2.4 FIDE: 2009
- Torneio XI Open Internacional D’escacs de Sants: 2009
- Open Teplice 2012[22]
- Torneio XTRACON GM Open: 2014
- Torneio Hampstead Masters: 2014
- Torneio Aberto da Bulgária: 2015 e 2016
- Almaty Open 2019[23]
- ENCI Limburg Open[24]
- 5° Mare di Fano Open[25]
- 10th Batavia International Tournament: 2018[26]
- 7° Torneio Internacional Gov. Mário Covas Jr: 2007[27]
- 6° Torneio Internacional Regina Helena: 2008[28]
- Vanderley Cason de Melo Memorial: 2010[29]
- 35th Bulgarian International Open Championship: 2013[30]
- 58e Chess XV Open: 2012[31]
- 5° Floripa Chess Open: 2019[32]
- 7° Floripa Chess Open: 2021[33]
- 4° 'Duchamp in Rio' Open: 2022[34]
- Festival Internacional Ciudad de Lorca: 2021,[35] 2022[36]
- Roquetas Chess Festival: 2022[37]
- 6ª Copa Marcel Duchamp 2023[38]
- 49º Torneo Internacional de Ajedrez de La Roda 2023[39]
- Caiobá SESC 2023 no ritmo de rápidas[40]
- Campeão do Sampa Chess Open 2024[41]
- Rio Chess Open 2024 Blitz[42]
- Rio Chess Open 2024 Rápidas[43]
- Rio Chess Open Clássico 2024[44]
- Scherer Chess Masters 2024[45]
- 16th BPB Limburg Open: IM/GM 2024[46]
- 3º Festival Internacional de Catas Altas[47]
- Tournoi international KAWKAB des Echecs[48]
- Gaudium Chess Master 2023 e 2024.[49][50]
- Brasília Chess Open Rápidas[51]
- Brazil Chess Series - Floripa 2025 (antigo Floripa Chess Open)[52]
- Campeonato Continental de Blitz 2025[53]
- IX TORNEIO INTERNACIONAL DE XADREZ SESC CAIOBÁ - CLASSICO[54]
- X Aberto do Brasil - Taça Cidade de Teresina 2025[55]

## Campanhas de destaque
Vice-campeão
- Capablanca Memorial Elite 2023[56]
  - Campeonato Mundial de Xadrez sub-10: 1998
  - Campeonato Brasileiro de Xadrez Absoluto: 2011, 2020

Terceiro lugar
- Continental Americano 2025[57]